# Терминатор: Тёмные судьбы
«Термина́тор: Тёмные судьбы» (англ. Terminator: Dark Fate) — американский научно-фантастический боевик, срежиссированный Тимом Миллером и спродюсированный Джеймсом Кэмероном и Дэвидом Эллисоном по сюжету, который был написан Кэмероном, Чарльзом Х. Игли, Джошем Фридманом, Дэвидом С. Гойером и Джастином Родсом, а затем адаптирован Гойером, Родсом и Билли Рэем. Будучи шестым во франшизе «Терминатор», фильм позиционируется как альтернативный сиквел ленты «Терминатор 2: Судный день», сюжетно не связанный с «Терминатор 3: Восстание машин», другими фильмами франшизы и телесериалом «Терминатор: Битва за будущее». В фильме задействованы Линда Хэмилтон, Маккензи Дэвис, Арнольд Шварценеггер, Наталия Рейес, Гэбриел Луна, Диего Бонета и другие актёры.
Действие фильма происходит через 25 лет после событий Терминатора 2, когда машины отправляют усовершенствованного Терминатора Rev-9 назад во времени в 2020 год с заданием убить Дани Рамос, чья судьба неразрывно связана с будущим. Сопротивление также отправляет Грейс, усовершенствованного солдата, назад во времени, чтобы защитить Дани, к которой также присоединяются Сара Коннор и Т-800 Скайнета. Основные съемки проходили с июня по ноябрь 2018 года в Венгрии, Испании и США.
Фильм, распространяемый Paramount Pictures в Северной Америке и Walt Disney Studios Motion Pictures на других территориях, был выпущен в кинотеатрах в Соединенных Штатах 1 ноября 2019 года. «Терминатор: Тёмные судьбы» получил смешанные отзывы критиков и негативные от зрителей, а также обернулся кассовым провалом, что принесло создателям и инвесторам убытки до 130 млн долларов. Для того чтобы достигнуть точки безубыточности и хотя бы покрыть производственные, маркетинговые и прочие затраты, фильму необходимо было собрать в кинопрокате не менее 450—480 млн долларов, однако он смог собрать лишь 261,1 млн. В апреле 2020 года «Терминатор: Тёмные судьбы» занял вторую строчку в списке самых коммерчески провальных фильмов 2019 года по версии Deadline.com.

## Сюжет
В 1998 году, через три года после уничтожения корпорации Cyberdyne Systems и предотвращения Судного дня, который в первой версии будущего должен был наступить 29 августа 1997 года, Сара и Джон Коннор находятся на пляже в Ливингстоне (Гватемала), когда на них внезапно нападает Терминатор Т-800. Один из нескольких, отправленных Скайнет в прошлое, Терминатор убивает Джона и уходит, несмотря на попытки Сары расстрелять его.
Через 22 года, в 2020 году, в районе Мехико из будущего переносятся киборг-солдат Сопротивления Грейс и робот-терминатор новейшей модели Rev-9. Целью их защиты и нападения, соответственно, является Даниэлла «Дани» Рамос, работающая на автосборочном предприятии вместе со своим братом Диего. В этот день девушка узнаёт, что её брат будет уволен и заменён роботом на конвейере. В момент её перепалки с начальником появляется Rev-9, принявший облик убитого им отца Дани, и пытается убить девушку, но на помощь приходит Грейс. Дани, Диего и Грейс спасаются бегством на пикапе, за ними отправляется в погоню Rev-9 на карьерном самосвале. Он обладает способностью разделяться на две полноценные боевые единицы: эндоскелет и форму из полимерного сплава. Эндоскелет останавливает выстрелом из гранатомёта неожиданно появившаяся на шоссе Сара Коннор. Диего смертельно ранен роботом и гибнет в автокатастрофе. Полимерная часть робота раздавлена попутно следовавшей по автостраде машиной. Дани и раненая Грейс отрываются от преследования, угнав машину Сары.
Грейс для восстановления нужны специальные препараты, в том числе инсулин и антиконвульсанты. Дани и Грейс грабят местную аптеку, поскольку там им отказывают в продаже без рецепта. Грейс теряет сознание прямо в аптеке, но в этот момент снова появляется Сара. Герои укрываются в мотеле. Грейс рассказывает, что она киборг-солдат из 2042 года, она перенесла операцию по расширению возможностей организма кибернетическими частями тела. Она должна защитить Дани, которой в будущем предстоит возглавить силы человечества (сначала они решили, что её роль - родить сына, который спасёт человечество, но потом поняли, что она сама возглавит силы человечества). Она не слышала про Скайнет, так как в будущем появилась другая система ИИ «Легион», также решившая истребить человечество в ходе Судного дня, который всё равно наступил. Сара рассказывает, что она предотвратила Судный день 1997 года и многие годы узнавала о месте и времени прибытия посланцев из будущего, получая повторяющиеся SMS от неизвестного источника, каждый раз оканчивающиеся словами «За Джона». Грейс с помощью разъёма на пальце полностью расшифровывает эти послания: их источником является местечко Ларедо на территории Техаса в соседних с Мексикой США. Такие же координаты содержит татуировка, выбитая на животе Грейс её начальницей, которой сама Дани станет в будущем.
Во время пересечения сухопутной границы Мексики и США пешком с помощью родного дяди Дани, оказывающего такие услуги мигрантам, группа, благодаря продуманным действиям робота-убийцы, попадает в руки пограничников США и доставляется в Центр содержания незаконных иммигрантов, где снова подвергается нападению Rev-9, тайно проникнувшего туда, и спасается от него на вертолёте, устроив массовый побег заключённых. По указанным координатам группа выходит на Терминатора T-800, того самого, который убил Джона Коннора в 1998 году. Выполнив свою цель, он перестал получать приказы начальства, интегрировался в американское общество под именем Карл, стал продавать шторы, познакомился с женщиной и усыновил её сына. Живя среди людей, Карл научился сам принимать решения и понял, что значило для Сары потерять сына. Каждое прибытие из будущего порождало магнитное возмущение, которое регистрировал Карл и присылал предупреждения Саре по СМС. Карл присоединился к их отряду. Сара разрабатывает план А по уничтожению Rev-9. Им нужно найти гранаты с функцией электромагнитного импульса, которая она может получить от своего приятеля, высокопоставленного офицера ВВС США. На фургоне с большим логотипом «Шторы Карла» группа приезжает в район военной базы, где служит офицер. В момент передачи чемодана с двумя гранатами вновь появляется выследивший по логотипу фургон Карла Rev-9, на этот раз на вертолёте полиции, от которого герои пытаются скрыться, доехав до базы ВВС и сев на военный грузовой самолёт с бронеавтомобилем Hummer на борту, предоставленный офицером. Rev-9 продолжает преследование на вертолёте, но герои успешно сбрасывают его на землю. Из-за его атак гранаты оказываются повреждены и нефункциональны, поэтому встаёт вопрос о плане Б по уничтожению Rev-9.
Робот быстро находит себе самолёт, на котором преследует грузовой самолёт друзей Дани и с которого ловко перескакивает к ним на борт прямо в полёте и лишает его двигателей. Внутри фюзеляжа грузового самолёта во время его свободного падения без крыльев герои упорно и долго пытаются отразить непрекращающиеся нападения робота на Дани. Фюзеляж самолёта падает в водохранилище неподалеку от неназванной ГЭС, а выпавший из него бронеавтомобиль на парашюте со спасшимися людьми в герметичном салоне попадает на дамбу плотины, но скатывается с её бьефа в реку ниже по течению. Преследование и схватка продолжаются на территории опустевшей электростанции, персонал которой покинул её по сигналу тревоги, там и решено воплотить план Б с помощью цепей и тяжёлого молота. Rev-9 серьёзно поврежден при взрыве в одном из генераторов, но не уничтожен. Карл серьёзно повреждён, а Сара падает без сил. Механизмы Грейс выведены из строя, она умоляет Дани вынуть из её живота её резервный источник питания и, вставив его в голову робота, повредить его программу — ведь именно для этого Дани из будущего и послала Грейс в прошлое — для помощи самой себе. Дани подчиняется просьбе, убивает тем самым живую часть Грейс. Дани вынуждена бороться с Rev-9 в одиночку, но силы неравны. Повреждённый Карл снова активируется после призыва обессилевшей Сары к нему, и сдерживает Rev-9, позволяя Дани воткнуть роботу-убийце источник питания Грейс в место предполагаемого хранения его программного кода — между органами зрения робота. Карл тащит Rev-9 к разрушенному генератору и спускается внутрь вместе с ним. Перед тем, как робот-убийца взрывается, окончательно уничтожая их обоих, Карл говорит Саре «За Джона!».
В финальной сцене Дани наблюдает за маленькой Грейс на детской площадке. Когда они с Сарой уезжают на машине, Дани говорит, что не позволит Грейс снова умереть за неё. Сара отвечает, что в таком случае Дани должна всегда быть готовой.

## В ролях
| Актёр                | Роль                                         |
| -------------------- | -------------------------------------------- |
| Линда Хэмилтон       | Сара Коннор                                  |
| Маккензи Дэвис       | Грэйс, киборгизированный человек из будущего |
| Арнольд Шварценеггер | Терминатор T-800 / Карл                      |
| Наталия Рейес        | Дани Рамос                                   |
| Гэбриел Луна         | Терминатор Rev-9                             |
| Диего Бонета         | Диего Рамос, брат Дани Рамос                 |
| Алисия Боррачеро     | Алисия, супруга Карла                        |
| Мануэль Пасифик      | Матео, приёмный сын Карла                    |
| Джесси Фишер         | молодая Сара Коннор                          |
| Бретт Азар           | молодой Терминатор T-800                     |
| Джуд Колли           | юный Джон Коннор                             |
| Аарон Кунитц         | голос юного Джона Коннора                    |

## Производство
В декабре 2013 года The Hollywood Reporter сообщил о том, что ведётся работа над телевизионным сериалом, который будет связан с новой трилогией о Терминаторе. 5 сентября 2014 года компания Paramount объявила, что «Терминатор: Генезис» станет первым фильмом в самостоятельной трилогии, вторую и третью части которой планировалось выпустить 19 мая 2017 года и 29 июня 2018 года соответственно. 24 февраля 2015 года Арнольд Шварценеггер сообщил, что будет сниматься в первом продолжении. В июне 2015 года, выступая в Берлине в рамках кампании по продвижению фильма, генеральный директор Skydance Дэвид Эллисон и главный операционный директор Дана Голдберг заявили, что сериал всё ещё находится в разработке. 26 июля The Hollywood Reporter сообщил, что Paramount и Skydance отказались от комментариев о статусе сиквела и сериала, хотя подтвердили, мировые кассовые сборы будут приняты во внимание. 22 сентября Deadline сообщил, что фильм не смог заработать требуемые 150 миллионов долларов в Китае, что было необходимым условием для принятия решения о съёмках продолжения.
1 октября 2015 года The Hollywood Reporter сообщил, что производство сиквелов и телевизионного спин-офф было приостановлено на неопределённый срок, поскольку «Терминатор: Генезис» не оправдал возложенных на него надежд. 6 октября Дана Голдберг заявила, что планы по созданию продолжений не приостановлены, а корректируются. По словам Голдберг, несмотря на разочаровавшие внутренние сборы, компания осталась довольна мировым прокатом и намерена создавать новые фильмы, действие которых происходит во вселенной Терминатора. Производство сиквела было отложено на 2016 год, потому что компания планировала предварительно исследовать рынок, чтобы определить его направление после выхода «Генезиса».
В январе 2016 года Paramount объявила, что сиквел «Генезиса» удалён из графика выпуска. 12 сентября 2017 года Skydance Media подтвердила, что Тим Миллер будет режиссёром нового фильма о Терминаторе.

### Сценарий
20 января 2017 года Deadline сообщил, что Джеймс Кэмерон, который вернёт себе права на франшизу в 2019 году, намерен выпустить перезапуск Терминатора. Дэвид Эллисон по-прежнему вовлечён в проект и ищет сценаристов среди авторов научной фантастики. Режиссёром он хочет видеть Тима Миллера. Автор статьи описывал фильм как перезагрузку, предполагая, что сюжетная линия «Генезиса» будет отброшена. В марте 2017 года New York Daily News сообщила, что студия решила отвергнуть варианты с Шварценеггером и Эмилией Кларк, поскольку продолжение «Генезиса» не будет.
21 марта 2017 года Collider процитировал Дэвида Эллисона, заявившего, что до конца года будет объявлено о будущем франшизы, причём в направлении, дающем «такое продолжение, которого фанаты действительно хотели со времён T2». 3 апреля 2017 года Шварценеггер сообщил о своём нетерпении сняться в новом фильме и ведении переговоров о передаче франшизы от Paramount к другой студии, но никаких подробностей до официального объявления.

### Подбор актёров
В апреле 2016 года Эмилия Кларк, сыгравшая Сару Коннор в фильме «Терминатор: Генезис», сообщила, что не вернётся к роли. Аналогичное заявление сделал Джай Кортни, исполнивший роль Кайла Риза.
В мае 2017 года Арнольд Шварценеггер подтвердил, что появится в следующем фильме о Терминаторе, а Джеймс Кэмерон имеет хорошие идеи относительно проекта. В июле 2017 года Кэмерон сообщил, что работает с Эллисоном над созданием новой трилогии и контролирует процесс. Шварценеггер будет задействован в съёмках, чтобы «передать эстафету» новым персонажам. Имелись основания полагать, что Шварценеггер в этом фильме исполнит роль не только Терминатора Т-800, но и человека-прототипа.
19 сентября 2017 года было объявлено, что Линда Хэмилтон вернётся, чтобы вновь сыграть Сару Коннор. Для написания истории трилогии была создана группа авторов в составе Дэвида С. Гойера, Чарльза Игли и Джоша Фридмана, которые работали под наблюдением Кэмерона и Миллера. The Hollywood Reporter сообщил, что создатели ищут возможность сделать новым центральным персонажем истории девушку 18—20 лет. Предполагалось, что киносъёмка будет перенесена с марта на июнь, в качестве причины этого Кэмерон указал кастинг для новой ведущей роли. 8 марта 2018 года было объявлено, что одну из главных ролей в предстоящем фильме будет играть Маккензи Дэвис.
В том же месяце было объявлено, что других главных персонажей фильма сыграют Диего Бонета, Наталия Рейес и Гэбриел Луна.
1 августа 2018 года в твиттере Paramount Pictures появилось изображение первого постера к фильму. На нём присутствуют Наталия Рейес, Маккензи Дэвис и Линда Хэмилтон. Подавляющему числу пользователей, оставивших свои мнения под постом, изображение не понравилось.
Роль юного Джона Коннора сыграл актёр Джуд Колли. Внешне персонаж, благодаря компьютерным технологиям, выглядит также, как в фильме «Терминатор 2: Судный день» (1991), когда роль сыграл Эдвард Фёрлонг. Для этого сам Эдвард Фёрлонг записал за один день анимацию лица Джона через технологию захвата движения, ориентируясь на уже готовые кадры с участием Джуда. Впоследствии Фёрлонг признался, что был разочарован тем, как в фильме поступили с персонажем Джона Коннора (он был убит в прологе), а также тем, что от него потребовался всего один день работы.

### Съёмочный процесс
Съёмки фильма были начаты 4 июня 2018 года в Альмерии, Испания, а затем в Будапеште, Венгрия; предполагалось снимать там в течение месяца, прежде чем приступить к съёмкам остальной части в Соединённых Штатах. 30 июля 2018 года Шварценеггер официально приступил к участию в съёмках в Будапеште. Съёмки в США были начаты в середине октября. 28 октября 2018 года Шварценеггер завершил участие в съёмках . В начале ноября 2018 года съёмки фильма были завершены.

## Маркетинг

### Название
В феврале 2019 года Джеймс Кэмерон озвучил рабочее название фильма — «Terminator: Dark Fate», которое впоследствии было утверждено для рекламы и проката в США.

### Рекламная кампания
23 мая 2019 года на YouTube-канале Paramount Pictures был размещён первый трейлер фильма. Вскоре после этого был выпущен трейлер, дублированный на русский язык.

## Прокат
Первоначально выход фильма в кинотеатральный прокат был назначен на 26 июля 2019 года. В апреле 2018 года дата выхода была перенесена на 22 ноября, чтобы избежать конкуренции с фильмом «Форсаж: Хоббс и Шоу» — спин-оффом серии «Форсаж».
Позднее было объявлено, что в кинопрокат США фильм будет выпущен раньше — 1 ноября 2019 года компанией Paramount Pictures, а в России ещё на день раньше — 31 октября того же года при поддержке компании «Двадцатый Век Фокс СНГ».
Международным прокатом занималась компания Disney под лейблом 20th Century Fox.

## Реакция

### Отзывы и оценки
На Rotten Tomatoes оценка фильма составляет 70 % свежести, а средний рейтинг 6,23/10 на основе 344 рецензий. Рецензия сайта гласит: «"Терминатор: Тёмные судьбы" представляет собой значительный шаг вперёд по сравнению с непосредственными предшественниками, даже если ему не хватает захватывающей огневой мощи лучших частей франшизы». На Metacritic фильм имеет 54 балла из 100, основанных на 51 рецензии, что указывает на «смешанные или средние отзывы». Аудитория CinemaScore дала фильму среднюю оценку «B+» по шкале от A+ до F-, а PostTrak — три звезды из пяти и 51 % отзывов «определённо рекомендую».
Кинокритик Дуглас Уолкер в своём онлайн-шоу «Ностальгирующий Критик» сказал о фильме следующее:
В "Тёмных судьбах" есть хорошие идеи, хорошие актёры и пара хороших драк, но в нём полно всё той же дряни, которая делает сиквелы такими вторичными и унылыми. Если бы Сара и Терминатор просто весь фильм пытались примириться после смерти Джона, было бы любопытно. Вышло бы странно, но в этом было бы что-то новое. Но мы получили то, что видели уже сто раз, и это скучно... Это невыносимо скучно! Обидно, что франшиза «Терминатор» закончится вот так: точно не худшим, но очень слабым фильмом. Приятно смотреть на Линду, приятно смотреть на Шварценеггера, есть несколько достойных моментов, но всё же франшиза ясно показала, почему она больше не вернётся...
На агрегаторе рецензий «Критиканство» картина имеет среднюю оценку 53 балла из 100 на основе 52 рецензий в русскоязычных СМИ.
Журнал «Игромания» заявил, что создатели фильма наконец-то исправились и что будет лучше, если после этого франшизу наконец-то оставят в покое. Журнал «Мир фантастики» опубликовал обзор в виде спора защитника и критика фильма, а впоследствии поставил фильм предпоследним в своём рейтинге частей серии «Терминатор».
Популярный российский видеоблогер Евгений Баженов (BadComedian) в своём обзоре серьёзно раскритиковал фильм. Осуждению подверглись нелепость и нестыковки сюжета, упор на компьютерную графику вместо каскадёрских трюков и аниматроники, потакание авторов современным тенденциям (в частности, феминизму) и использование ностальгии зрителей по более успешным частям франшизы.

### Награды и номинации
| Награда                | Дата           | Категория                                                                                 | Номинанты                                             | Результат |
| ---------------------- | -------------- | ----------------------------------------------------------------------------------------- | ----------------------------------------------------- | --------- |
| Visual Effects Society | 29 января 2020 | Выдающиеся специальные (практические) эффекты в фотореалистичном или анимационном проекте | Нил Корбоулд, Дэвид Брайтон, Рэй Фергюсон, Кит Доусон | Номинация |
| Сатурн                 | 2021           | Лучший научно-фантастический фильм                                                        |                                                       | Номинация |
| Сатурн                 | 2021           | Лучшие спецэффекты                                                                        |                                                       | Номинация |
| Сатурн                 | 2021           | Лучшая киноактриса второго плана                                                          | Линда Хэмилтон                                        | Номинация |

## Будущее
Планы о новой трилогии фильма «Терминатор» были объявлены в июле 2017 года. Работая над сюжетом для «Терминатора: Тёмные судьбы» в этом году, Кэмерон и сценаристы представили фильм, как первый в новой трилогии. Они также разработали основные сюжетные линии для каждого запланированного фильма.
B октябре 2019 года Гейл Энн Хёрд подала заявку на прекращение действия авторского права, полученного 35-ю годами ранее. В результате этого шага Хёрд снова станет 50-процентным владельцем прав на франшизу с Кэмероном, а Skydance Media может потерять право снимать любые дополнительные фильмы «Терминатор», начиная с ноября 2020 года, если не будет заключена новая сделка. Skydance ответила, что заключила сделку с Кэмероном и что он «контролирует права на франшизу „Терминатор“ в обозримом будущем». В октябре 2019 года Кэмерон заявил, что продолжение «Терминатора: Темные судьбы» продолжит изучение отношений между людьми и искусственным интеллектом, заявив, что окончательное решение будет заключено между двумя враждующими сторонами. В этом месяце Шварценеггер сказал, что именно Кэмерон снимет продолжение «Терминатора: Тёмные судьбы» и что Кэмерон начнёт работу над следующим фильмом, который выйдет в 2022 году, в начале 2020 года.
Хотя события «Терминатора: Тёмные судьбы» стирают персонажа Шварценеггера Т-800 из существования в дальнейших событиях, Кэмерон не исключает возможности повторения Шварценеггером роли данного персонажа. В октябре 2019 года Хэмилтон сказала, что, вероятно, переиграет свою роль для продолжения, хотя и пошутила, что подстроит свою собственную смерть, чтобы не появляться в сиквелах.
После ошеломляющего провала фильма (продюсеры рассчитывали за первый уикэнд заработать на 120 миллионов долларов больше), Skydance заявили «The Hollywood Reporter», что у них нет планов на дальнейшие фильмы. 31 января 2020 года Хэмилтон в интервью о своём будущем с франшизой дала понять, что более не хочет возвращаться к роли Сары Коннор.
Летом 2020 года Маккензи Дэвис дала интервью, где ясно дала понять, что ждать следующий фильм «полное безумие», и продолжение «Тёмных судеб» точно не выйдет..
26 февраля 2021 года Netflix объявил, что разрабатывает аниме-сериал «Терминатор» в сотрудничестве с Skydance и Production I.G. Мэттсон Томлин будет выступать в качестве шоураннера сериала. Премьера «Терминатор Зеро» состоялась 29 августа 2024 года.
В декабре 2022 года, рекламируя «Аватар: Путь воды», продюсер и режиссер первых двух фильмов о Терминаторе Джеймс Кэмерон сообщил, что перезагрузка ещё одного сериала «обсуждается, но еще ничего не решено». В перезагрузке, скорее всего, будет совершенно новый актерский состав и сброс всей серии фильмов. Кэмерон предположил, что возвращение Арнольда Шварценеггера и Линды Хэмилтон в «Терминатор: Темные судьбы» было ошибкой.
21 февраля 2024 года вышла компьютерная игра Terminator: Dark Fate — Defiance, которая рассказывает о сражениях отряда вооружённого формирования «Основатели» против Легиона.

## Комментарии
1. 1 2 3 4 5 6  Персонажи имеют такую же внешность, как в фильме «Терминатор 2: Судный день», благодаря тому, что черты лица молодых Линды Хэмилтон, Арнольда Шварценеггера и Эдварда Фёрлонга были воссозданы при помощи компьютерной графики.